# Actaea squamulosa
Actaea squamulosa es una especie de crustáceo decápodo de la familia Xanthidae.

## Distribución geográfica
Se encuentra en las costas de Territorio del Norte (Australia) y los mares de Arafura y Joló.

## Taxonomía
Fue descrita en 1925 por Theodor Odhner, la localidad tipo es «Arafura Sea» (mar de Arafura).